# Andorra nos Jogos Olímpicos de Verão da Juventude de 2014
Andorra competiu nos Jogos Olímpicos de Verão da Juventude de 2014, in Nanquim, China, entre 16 e 28 de Agosto de 2014. Não obteve medalhas.

## Basquetebol
Andorra qualificou uma equipa de rapazes e outra de raparigas, com base nos rankings 3x3 das Federações Nacionais da FIBA de 1 de Junho de 2014.
Competição de habilidade
| Atleta              | Evento                          | Qualificação | Qualificação | Qualificação  | Final           | Final           | Final           |
| Atleta              | Evento                          | Pontos       | Tempo        | Classificação | Pontos          | Tempo           | Classificação   |
| ------------------- | ------------------------------- | ------------ | ------------ | ------------- | --------------- | --------------- | --------------- |
| Claudia Brunet      | Arremesso de 3 pontos femininos | 3            | 27.4         | 42            | Did not advance | Did not advance | Did not advance |
| Anna Mana           | Arremesso de 3 pontos femininos | 5            | 28.2         | 15            | Did not advance | Did not advance | Did not advance |
| Laura Navarro       | Arremesso de 3 pontos femininos | 2            | 24.4         | 51            | Did not advance | Did not advance | Did not advance |
| Maria Vidal Segalas | Arremesso de 3 pontos femininos | 3            | 21.5         | 31            | Did not advance | Did not advance | Did not advance |

### Torneio masculino
Plantel
- Coy de Bofarull
- Sergi Jimenez Marquez
- Sergi Jordana Faus
- Riera Lliteras

Fase de grupos
| 18 August 2014 17:00 |                 | AND Andorra | 13–21          | RUS Rússia |  | Centro Desportivo de Wutaishan, Nanquim |  |
| 18 August 2014 17:00 | Pts: Lliteras 6 |             | Pts: Gornaev 7 |            |  | Centro Desportivo de Wutaishan, Nanquim |  |

| 18 August 2014 21:40 |                  | AND Andorra | 18–21            | ESP Espanha |  | Centro Desportivo de Wutaishan, Nanquim |  |
| 18 August 2014 21:40 | Pts: Lliteras 12 |             | Pts: Omeragic 11 |             |  | Centro Desportivo de Wutaishan, Nanquim |  |

| 19 August 2014 19:00 |                 | BRA Brasil | 21–2                     | AND Andorra |  | Centro Desportivo de Wutaishan, Nanquim |  |
| 19 August 2014 19:00 | Pts: Pereira 10 |            | Pts: Lliteras, Jimenez 1 |             |  | Centro Desportivo de Wutaishan, Nanquim |  |

| 20 August 2014 18:00 |                | AND Andorra | 10–17                  | ROU Romênia |  | Centro Desportivo de Wutaishan, Nanquim |  |
| 20 August 2014 18:00 | Pts: Jordana 5 |             | Pts: Kuti, Niculescu 7 |             |  | Centro Desportivo de Wutaishan, Nanquim |  |

| 20 August 2014 21:00 |                | NZL Nova Zelândia | 21–16            | AND Andorra |  | Centro Desportivo de Wutaishan, Nanquim |  |
| 20 August 2014 21:00 | Pts: Timmins 9 |                   | Pts: Lliteras 12 |             |  | Centro Desportivo de Wutaishan, Nanquim |  |

| 22 August 2014 18:40 |                  | AND Andorra | 21–10          | GUA Guatemala |  | Centro Desportivo de Wutaishan, Nanquim |  |
| 22 August 2014 18:40 | Pts: Lliteras 17 |             | Pts: Rosales 5 |               |  | Centro Desportivo de Wutaishan, Nanquim |  |

| 23 August 2014 18:00 |                  | VEN Venezuela | 19–17            | AND Andorra |  | Centro Desportivo de Wutaishan, Nanquim |  |
| 23 August 2014 18:00 | Pts: Garmendia 8 |               | Pts: Lliteras 12 |             |  | Centro Desportivo de Wutaishan, Nanquim |  |

| 23 August 2014 21:20 |                 | AND Andorra | 11–21           | ARG Argentina |  | Centro Desportivo de Wutaishan, Nanquim |  |
| 23 August 2014 21:20 | Pts: Lliteras 5 |             | Pts: Vildoza 11 |               |  | Centro Desportivo de Wutaishan, Nanquim |  |

| 24 August 2014 20:00 |              | TUN Tunísia | 17–21            | AND Andorra |  | Centro Desportivo de Wutaishan, Nanquim |  |
| 24 August 2014 20:00 | Pts: Hajri 8 |             | Pts: Lliteras 11 |             |  | Centro Desportivo de Wutaishan, Nanquim |  |

### Torneio feminino
Plantel
- Claudia Brunet Solano
- Anna Mana Buscall
- Laura Navarro Marin
- Maria Vidal Segalas

Fase de grupos
| 18 August 2014 19:00 |                     | AND Andorra | 10–13             | THA Tailândia |  | Centro Desportivo de Wutaishan, Nanquim |  |
| 18 August 2014 19:00 | Pts: Brunet, Mana 3 |             | Pts: Bunsinprom 6 |               |  | Centro Desportivo de Wutaishan, Nanquim |  |

| 19 August 2014 18:20 |                 | BEL Bélgica | 22–1           | AND Andorra |  | Centro Desportivo de Wutaishan, Nanquim |  |
| 19 August 2014 18:20 | Pts: Verelst 10 |             | Pts: Navarro 1 |             |  | Centro Desportivo de Wutaishan, Nanquim |  |

| 19 August 2014 21:20 |               | AND Andorra | 8–18           | GUM Guam |  | Centro Desportivo de Wutaishan, Nanquim |  |
| 19 August 2014 21:20 | Pts: Brunet 4 |             | Pts: Castro 12 |          |  | Centro Desportivo de Wutaishan, Nanquim |  |

| 20 August 2014 19:00 |               | AND Andorra | 13–16        | TPE Taipé Chinês |  | Centro Desportivo de Wutaishan, Nanquim |  |
| 20 August 2014 19:00 | Pts: Brunet 6 |             | Pts: Huang 8 |                  |  | Centro Desportivo de Wutaishan, Nanquim |  |

| 22 August 2014 18:00 |                  | CZE Chéquia | 21–7           | AND Andorra |  | Centro Desportivo de Wutaishan, Nanquim |  |
| 22 August 2014 18:00 | Pts: Berankova 7 |             | Pts: Navarro 5 |             |  | Centro Desportivo de Wutaishan, Nanquim |  |

| 22 August 2014 21:20 |                      | AND Andorra | 5–22              | USA Estados Unidos |  | Centro Desportivo de Wutaishan, Nanquim |  |
| 22 August 2014 21:20 | Pts: Brunet, Vidal 2 |             | Pts: Ogunbowale 9 |                    |  | Centro Desportivo de Wutaishan, Nanquim |  |

| 23 August 2014 19:20 |              | ROU Romênia | 18–8        | AND Andorra |  | Centro Desportivo de Wutaishan, Nanquim |  |
| 23 August 2014 19:20 | Pts: Peter 6 |             | Pts: Mana 3 |             |  | Centro Desportivo de Wutaishan, Nanquim |  |

| 24 August 2014 17:40 |               | AND Andorra | 14–10         | INA Indonésia |  | Centro Desportivo de Wutaishan, Nanquim |  |
| 24 August 2014 17:40 | Pts: Brunet 8 |             | Pts: Elvira 4 |               |  | Centro Desportivo de Wutaishan, Nanquim |  |

| 24 August 2014 21:20 |                  | EGY Egito | 21–10         | AND Andorra |  | Centro Desportivo de Wutaishan, Nanquim |  |
| 24 August 2014 21:20 | Pts: El-Gedawy 8 |           | Pts: Brunet 5 |             |  | Centro Desportivo de Wutaishan, Nanquim |  |

## Canoagem
Andorra teve direito a um lugar, atribuído pela Comissão Tripartida.
Raparigas
| Atleta               | Evento                  | Qualificação | Qualificação | Repescagem | Repescagem | Oitavos-de-final | Oitavos-de-final | Quartos-de-final     | Meias-finais         | Final / BM           | Classificação |
| Atleta               | Evento                  | Tempo        | Class.       | Tempo      | Class.     | Tempo            | Class.           | Adversária Resultado | Adversária Resultado | Adversária Resultado | Classificação |
| -------------------- | ----------------------- | ------------ | ------------ | ---------- | ---------- | ---------------- | ---------------- | -------------------- | -------------------- | -------------------- | ------------- |
| Laura Pellicer Chica | Slalom K1 raparigas     | 2:58.190     | 19 R         | 2:38.001   | 10         | Did not advance  | Did not advance  | Did not advance      | Did not advance      | Did not advance      | 18            |
| Laura Pellicer Chica | Velocidade K1 raparigas | 1:22.434     | 8 Q          | —          | —          | 1:21.575         | 8 Q              | GER Jones L 1:26.330 | Did not advance      | Did not advance      | 5             |

## Natação
Andorra qualificou-se com um nadador.
Rapazes
| Atleta            | Evento       | Manga   | Manga         | Final           | Final           |
| Atleta            | Evento       | Tempo   | Classificação | Tempo           | Classificação   |
| ----------------- | ------------ | ------- | ------------- | --------------- | --------------- |
| Pol Arias Dourdet | 400 m livres | 4:11.13 | 30            | Não foi apurado | Não foi apurado |
| Pol Arias Dourdet | 800 m livres | —       | —             | 8:47.46         | 25              |

Legenda
| Recorde mundial      | Recorde mundial (World record)               |                       | Recorde africano                      | Recorde africano (African) |                                           | Q | Classificado por posição (Qualified) |
| Recorde olímpico     | Recorde olímpico (Olympic record)            | Recorde da América    | Recorde da América (Americas)         | q                          | Classificado por melhor tempo (Qualified) |   |                                      |
| Melhor marca do ano  | Melhor marca do ano (World leading)          | Recorde asiático      | Recorde asiático (Asian)              | DNS                        | Não largou (Did not start)                |   |                                      |
| Recorde nacional     | Recorde nacional (National record)           | Recorde europeu       | Recorde europeu (European)            | DNF                        | Não terminou (Did not finish)             |   |                                      |
| Recorde pessoal      | Recorde pessoal do atleta (Personal best)    | Recorde da Oceania    | Recorde da Oceania (Oceania)          | DSQ / DQ                   | Desclassificado (Disqualified)            |   |                                      |
| Recorde da temporada | Recorde da temporada do atleta (Season best) | Recorde sul-americano | Recorde sul-americano (South America) | NM                         | Sem marca (No mark)                       |   |                                      |